# 许彧青
许彧青（1913年1月13日—1996年2月4日），男，福建仙游人，中国政治人物，曾任中共福建省委宣传部部长、统战部部长，福建省人民政府原副省长。